# 4-H
 (février 2025).
Si vous disposez d'ouvrages ou d'articles de référence ou si vous connaissez des sites web de qualité traitant du thème abordé ici, merci de compléter l'article en donnant les références utiles à sa vérifiabilité et en les liant à la section « Notes et références ».
Les clubs 4-H sont des mouvements de jeunesse administrés par le ministère de l'agriculture américain et qui visait à leur fondation de faire des jeunes des campagnes des citoyens responsables.